# أل سوندرز
أل سوندرز (بالإنجليزية: Al Saunders)‏ هو لاعب كرة قدم أمريكية ومدرب رياضي أمريكي، ولد في 1 فبراير 1947 في لندن في المملكة المتحدة.